# ドラえもんのひみつ道具 (ふ)
ドラえもんのひみつ道具 (ふ) では、藤子・F・不二雄の漫画『ドラえもん』、『大長編ドラえもん』(VOL.1〜17)、藤子・F・不二雄のその他の著作に登場するひみつ道具のうち 、読みが「ふ」で始まるものを列挙する。

## ファンクラブ結成バッジとファンクラブ本部
ファンクラブ結成バッジとファンクラブ本部（ファンクラブけっせい バッジとファンクラブほんぶ）は、「フィーバー!! ジャイアンF・C」（てんとう虫コミックス33巻収録）に登場する。
誰かのファンクラブを作るために使用する。「ファンクラブ結成バッジ」を着けた者は、「ファンクラブ本部」という機械から放つ指令電波に操られ、強制的にファンクラブに入会させられ、その人物のファンにさせられてしまう。一度バッジを着けてしまうと、決して外すことはできない。
人気のない人物のファンクラブに入れられた場合は、ファンの反応も嫌々クラブに入っているように意気が上がらないが、ファンクラブ本部の指令電波を調節することでファンの熱狂度を上げることができる。作中ではジャイアンのファンクラブを作ったところやはり反応は今ひとつだったが、指令電波で熱狂度を最強にすると、コンサートのチケットは瞬く間に完売し、皆が良い席をとろうと会場の空き地に前日から列を成すほどに熱狂させることができた。

## ファンタグラス
ファンタグラスは、「タンポポ空を行く」（てんとう虫コミックス18巻収録）などに登場する。
眼鏡状の道具。左の眼鏡のわきからコードが伸び、その先についたイヤホンを耳に入れて使用する。これを装着して動物や植物を見ると、童話やファンタジーのように擬人化された姿に見え、声も聞こえるようになる。
ドラえもんの解説では、本当に動植物がしゃべっているわけではなく、グラスの使用者の潜在意識が言葉となって聞こえているだけとのことだが、作中ではのび太の知らないはずのことを動植物が喋るシーンもあり、この解説には疑問が感じられる。
また、「うつしっぱなしミラー」にも「ファンタフィルター」として同様の機能が内蔵されている。
てんとう虫コミックス25巻収録「羽アリのゆくえ」では、「ファンタメガネ」と呼ばれている。

## 風雲ドラえもん城
風雲ドラえもん城（ふううんドラえもんじょう）は、『のび太と竜の騎士』に登場する。
竜人族たちと対立する羽目になったドラえもんが建てた城。エピソード発表当時人気だった『風雲!たけし城』のパロディ。日本の中近世の城を摸したもので、巨大な天守閣が目立つ。城全体をバリヤーで覆うことによって砲撃も防御できる。ただし、攻城やぐらなど敵兵士が直接乗り込んでくる攻撃に対しては普通の城と同等の防御力しかない。また、巨大彗星の衝突による衝撃波や突風に対しても防ぎきれず、崩れ落ちている。
またこの道具は、ドラえもんが四次元ポケットから出す道具の中で、大きさを自由に変えられるものを除けば最大。

## 風船いかだ
風船いかだ（ふうせんいかだ）は、「のび太漂流記」（てんとう虫コミックス6巻収録）に登場する。
ゴムボートのように空気で膨らませるいかだ。膨らませないときは手のひら程度の大きさで手軽に持ち運びできる。膨張率を別にすれば、現代にも存在するゴムボートと変わらないもののようである。

## 風船ジェット
風船ジェット（ふうせんジェット）は、テレビ特別番組「ドラえもん・ヨーロッパ鉄道の旅」に登場する。
巨大な風船に充填された圧縮空気を横向きに噴射することで高速飛行できる。本物のジェット機を追い越すほどの速力を発揮するが、スピード調整はできない。搭乗者は上にまたがって乗るだけで安全装置の類いは一切付いておらず、ガス欠になると失速して墜落するなど欠陥だらけの道具である。

## プール服
プール服（プールふく）は、「ドラえもん大事典」（てんとう虫コミックス11巻収録）に登場する。
透明ビニール状の服で中に水が入る構造になっており、プールに浸かっているように涼しく動き回ることができる。

## フエールうえ木ばち
フエールうえ木ばち（フエールうえきばち）は、「フエールうえ木ばち」（ぴっかぴかコミックス1巻に収録）に登場する。
この植木鉢の中に物を埋め、水をたっぷりと与えると、やがて芽が出て、どんどん成長して花が咲き、最終的にヤシのような形の実が10個なる。この実を割ると、中には最初に植木鉢に埋めたものと全く同じ物が入っており、結果的に物を10個に増やすことができる。
芽をうまく育てるには充分に水を与える必要があり、これを怠ると小さくしなびた実がなり、中身も小さくしなびた状態になってしまう。

## フエール銀行
フエール銀行（フエールぎんこう）は、「フエール銀行」（てんとう虫コミックス30巻収録）に登場する。
小型の、レジほどの大きさの道具。これに現金を預けると、1時間ごとに1割の利子が複利でつく。計算上では10円を1週間預けると9千万円弱になる。定期預金だとさらに利子が高く、1か月定期は利息1時間2割、1年だと5割。ただし、この定期預金は中途解約が不可能であり、満期にならないと金を下ろすことはできない。
銀行強盗を防ぐため、この銀行を壊そうとした者を電撃で撃退する機能も内蔵している。
預けるだけでなく金を借りることもできるが、利子は1時間2割と非常に高く、返済しないと利子として1時間ごとに持ち物や着ている服がどんどん消えてしまい（代物弁済）、最後には全裸にされる（借りた者の預金口座から利子が引かれるかは不明だが、もしそうなら作中ののび太の場合は借り入れが預金高の500倍だったので最初の1時間で預金0である）。

## フェザープレーン
フェザープレーンは、「フェザープレーン」（てんとう虫コミックス32巻収録）に登場する。
室内用軽量飛行機「フェザープレーン」の未来版といえる道具。人が乗れるほどの大きさだが、現代の物と同じく非常に軽量で、指1本で持ち上げることができる。機首に備えられているゴム仕掛けのプロペラを巻くことで、空へ飛ばすことができる。
さらに、人間が専用のフェザーゴーグルを頭に付けて体を軽くすることで、このフェザープレーンに乗って操縦することも可能。ただしスピードは人間が歩くよりも遅い。またのび太のくしゃみ等の突風にも弱い。一人乗りであるが、後半の場面ではもう一人が操縦席の後ろの機体上に乗り、二人乗り（のび太としずか、スネ夫とジャイアン）で飛んでいる。さらにテレビアニメ第2作第1期では、操縦席にのび太、右翼上にドラえもん、左翼上にしずかが乗り、3人乗りで飛んでいる。この場合、同乗者も全員フェザーゴーグルが必要。

## フエルミラー
フエルミラーは、「かがみの中ののび太」（てんとう虫コミックス5巻収録）に登場する。
縦長の鏡台状の道具。この道具を使うと、物を2つに増やすことができる。使い方はまず台座にあるスイッチを入れ、増やしたい物をこの鏡に映し、鏡の中に手を入れて増やしたい物を取り出すという手順。ただし、鏡なので左右反転した状態で物が出る。そのため通貨は増やしても使い物にはならない（そもそも紙幣の場合、偽造防止のために通し番号が印刷されているため、コピーした紙幣はどのみち使用できない）。他にも野球のグローブや時計など、左右逆では不具合のある品物をコピーする場面がある（コピーした物をまたコピーできればオリジナルと同じ向きになるはずだが、それが可能かは不明）。
作中では鏡の中ののび太が鏡から勝手に出てきてしまった。その際に本物ののび太は鏡の中に追いやられてしまい、スイッチを切られて鏡の中に閉じ込められてしまった。鏡の中の世界は真っ暗。このような事も起こり得るため、使用後はスイッチを切らなければ危険である。ちなみに鏡の中ののび太は、本物とは性格も利き手も正反対だったが、のび太の母親である玉子には全く勝てず、最終的には玉子を恐れて自ら鏡の中に帰って行き、本物ののび太もドラえもんに救出された。
現実的に、3Dスキャナを使用して立体物を三次元データーとして読み取り、これを3Dプリンタで出力することで立体コピーが可能である。材質は出力機械によって決まってしまうが、同じ形、色、大きさで物を複製するという意味では実現できたといえる。『のび太の人魚大海戦』では、対象が身につけている衣服のみを読み取り、更に色やサイズを調節した上でコピーするという、これに似た機能が使われた。
関連品として、「サンタメール」（てんとう虫コミックス21巻）、『のび太の創世日記』では手鏡状の「フエルミラー コンパクトタイプ」が登場する（「サンタメール」では手鏡も単に「フエルミラー」と呼ばれ、形も『創世日記』の物とは微妙に違う）。また『創世日記』のラストでフエルミラーでコピーを作ったといっているが、コンパクトタイプなのかは不明。
映画でもたびたび使われるが、名前だけで実物が登場することはほとんどない（『のび太とアニマル惑星』、『のび太の創世日記』、『のび太の宇宙漂流記』など）。
なお、学習シリーズドラえもんのかん字じてんステップ1での表記は「ふえるミラー」または「フエル・ミラー」。

## プカリクリーム
プカリクリームは、「ペタリ甲板」（てんとう虫コミックス『ドラえもんプラス』6巻に収録）に登場する。
これを体に塗ると、体が水をはじくようになり、水上を自在に歩き回ることができる。
同様の道具に「あめんぼう」がある。

## ふきかえ糸電話
ふきかえ糸電話（ふきかえいとでんわ）は、「ふきかえ糸電話」（てんとう虫コミックス37巻収録）に登場する。
糸電話に似た道具。普通の糸電話は糸の両端に受話器（紙コップ）がついているが、このふきかえ糸電話は糸の片方にしかついていない。受話器がない方の糸の先端を誰かにつなげて受話器から声を送ると、糸を繋いだ相手にその言葉を喋らせることができる。糸を繋いだ相手は動物でも、また眠っている人間でも良い。

## ふきとばし・せん風機
ふきとばし・せん風機（ふきとばし・せんぷうき）は、「テストにアンキパン」（てんとう虫コミックス2巻に収録）に登場する。
小型の室内扇風機ほどの大きさの扇風機。翌日のテストを前に慌てるのび太に対して、ドラえもんが「これで学校を吹き飛ばせばテストは無くなる」と無茶苦茶を言っていた。無論、実際には使用されなかった。なお道具名は原作では未登場で、本項の名前はドラえもん (2005年のテレビアニメ)公式HPのひみつ道具カタログから。

## 復元光線
復元光線（ふくげんこうせん）は、「(秘)スパイ大作戦」（てんとう虫コミックス1巻収録）などに登場する。
懐中電灯のような形をした道具。壊れた物体にこの道具から発する光線を浴びせると、壊れる前の状態に戻してくれる。
テレビアニメ第2作第2期では生物にも有効とされており、汚れている人間の体と服を綺麗にしている。
書籍「続・ドラえもん全百科」では泥だらけの人間に使うと服だけきれいになり体は汚れたままになる（体の汚れはダッピ灯で取る）とされている。
書籍「ドラえもん 化石大探検」では化石の破損修復はできるが生前の状態には戻せないとされている。ただし原作では生物に使ったことはない。
表記は初出では「復元光線」だったが、現在の単行本では「復原光線」とされている。ただし「(秘)スパイ大作戦」以外の作品での表記は全て「復元光線」となっている。映画『ひみつ道具博物館』での表記は「復元光線」となっている。
また、テレビアニメ第2作第1期「みちび機」(「七時に何かが起こる」のリメイク版。1993年2月5日放送）では「復元スプレー」という道具があるとされているが、道具そのものは出ずに道具名のみの登場であったため、どのようなものなのか、効果は復元光線と同じかどうかは不明。

## 復元フード
復元フード（ふくげんフード）は、「そっくりペットフード」（てんとう虫コミックス『ドラえもんプラス』6巻に収録）に登場する。
「そっくりペットフード」の効力を打ち消す道具。丸薬状で、瓶に入っている。のび太が「そっくりペットフード」を勝手に買ったことを知り、ドラえもんが慌てて購入したもの。

## ふくびんコンビ
ふくびんコンビは、「ふくびんコンビ」（てんとう虫コミックス20巻収録）に登場する。
福の神（声 - 不明（1980.7）→魚建（2014.3））と貧乏神（声 - 不明（1980.7）→小形満（2014.3））を模した小型ロボットのコンビ。それぞれ後頭部にボタンがついており、誰かを見せながらボタンを押すと、その相手をそれぞれのロボットが付いて歩くようになる。以降、貧乏神がついた方に幸運が訪れると、その得が福の神のついた方に訪れる（例えば、貧乏神側が道に落ちている紙幣を拾おうとすると、風で紙幣が福の神側に飛ばされる、など）。逆に福の神側が災難に逢うと、その災いが貧乏神側に訪れる（物が飛んできて福の神側に当たりそうになると、電柱に当たって貧乏神側へ跳ね返る、など）。どちらかの後頭部のボタンを再度押すと、効果は切れる。
テレビアニメ第2作第2期では、自分に付いているロボットを自分自身でボタンを押そうとすると、そのロボットが逃げ回るという描写がある。

## フクロマンスーツ
フクロマンスーツは、「フクロマンスーツ」（てんとう虫コミックス34巻収録）に登場する。
未来の子供がヒーローごっこをするときに着るスーツ。このスーツを着ると「フクロマン」という架空のヒーローになることができる。飛行や怪力などの能力が身に付くものの、おもちゃなので性能は今ひとつで、空を飛ぶには空中を泳がなければならず、パンチでコンクリートブロック程度を叩き壊せるものの、それ相応の痛みを伴う。デザインはフクロウの姿をモチーフにしており、この外観も今ひとつである。作中でのテレビ番組「コンドルマン」に憧れるのび太が、ドラえもんに頼んで出してもらった。

## ふくわらい石けん
ふくわらい石けん（ふくわらいせっけん）は、「ふくわらい石けん」（藤子不二雄ランド19巻収録）に登場する。
この石鹸で顔を洗うと、顔から目、鼻、口がはずれる。それらを自分の顔に取り付けることで実物の福笑いとして遊ぶことができる。

## 腹話ロボット
腹話ロボット（ふくわロボット）は、「腹話ロボット」（てんとう虫コミックス32巻収録）に登場する。
小さな人形型ロボット。肩に乗せると、そのロボットが肩に乗った人の口を動かして、腹話術のようにその人の声で嘘を本当のように話す。その話を聞いている人は、どんなにメチャクチャな理屈でも信じてしまう。ただし、ロボットを止める（肩からはずす）と、それまでついた嘘が一気にばれる。

## ふしぎなめがね
ふしぎなめがねは、「ふしぎなめがね」（『小学一年生』1973年11月号掲載、単行本未収録）に登場する。
この眼鏡をかけ、人を見ながら自分の目を上下左右に動かすと、あたかも念力のように、手を触れなくても相手をその通りに動かすことができる。

## プッシュドア
プッシュドアは、「プッシュドア」（てんとう虫コミックス20巻収録）に登場する。
適当なドアに取り付け、キー裏に場所名を書き込み赤いボタンと一緒にプッシュするとどこでもドアのようにドアを通じて書いた場所につなげることができる。行き先はキーの数（12ヶ所）まで指定可能。白いボタンを押せば普通のドアに戻り、これを忘れると取り付けたドアから知らない人がいきなり入ることがある。

## 物体瞬間移動機
物体瞬間移動機（ぶったいしゅんかんいどうき）は、「物体瞬間移動機」（藤子不二雄ランド4巻収録）に登場する。
離れた場所にある物を瞬間移動によって手元に取り寄せる道具。方位と距離を指定することで、その物のある場所を機械に備えられたスクリーン上に映し出し、機械を作動させることで、その物が一瞬にして手元へ転送される。
その機能から、「ドロボー機」と呼ばれることもある。

## 物体電送アダプター
物体電送アダプター（ぶったいでんそうアダプター）は、「真夜中の電話魔」（てんとう虫コミックス30巻収録）に登場する。
皿状の道具で、電話機の送話口に取り付けて電話をかけて送話口に手を突っ込むと、先方の受話器からその手が飛び出す。これによって品物を先方へ送ったり、逆に電話先から品物をこちらへ取り出すことができる。

## 物体変換クロス
物体変換クロス（ぶったいへんかんクロス）は、「マジックの使い道」（てんとう虫コミックス41巻収録）に登場する。
2つの物体の位置を入れ替えることのできる布。片方にこの布をかぶせ、もう1つの物の名前を呼ぶと、2つの物が入れ替える。作中ではのび太は買い物の際、クロスをお金に被せて野菜や肉などを入れ替えていたが、そのお金はどこと入れ替わったのかは不明。
藤子・F・不二雄大全集第17巻収録「高層マンション脱出大作戦」では「物体交換クロス」と呼ばれている。
同様の道具に「とりかえっこふろしき」がある。

## 物体変換銃
物体変換銃（ぶったいへんかんじゅう）は、「物体変換銃」（てんとう虫コミックス38巻収録）に登場する。
物体に銃口を向け、元素組成を操作して別の物体に作り変えることのできる銃。何の物体に変えるかは銃についている指令マイクで算数のように言葉合わせで指定する。例えば、ダイコンに対して「ダイコン マイナス ダイ、プラス ラジ」と言うと、ダイコンがラジコンに変わる。「ッ」を加える・取り除く場合は「小さいツ」、同じ文字が複数ある場合は「○個目の文字」と言えばいい。無生物になった生物（例としてドラムカンになったドラえもん）は自分の意思で動く事が出来ないが、喋る事ができる。15分経つと元の姿に戻る。

## フトメレンズ
フトメレンズは、「ふんわりズッシリメーター」（てんとう虫コミックス41巻収録）に登場する。
ドラミの道具。眼鏡に付けるレンズか、もしくは眼鏡そのものと思われる。このレンズを通して見ると、周囲の人が太めに見える。肥満を気にしている人を落ち着かせる効果がある。

## 部分進化ガン
部分進化ガン（ぶぶんしんか -）は、「うら山のウサギ怪獣」（てんとう虫コミックス29巻収録）に登場する。
外観はライフル銃のようで、動物の体の一部を別の動物の姿へと進化させることができる。ゾウ、サル、鳥、ライオンなどの弾丸が用意されており、これを銃に装填して動物の体を撃つと、その部分がその弾丸の種類に応じた形となる。10分経つと元の姿に戻る。
原作及び第2作第1期では弾丸は釘型になっているが、第2期ではボール型になっている。
作中で使用したのは以下の通り。
ゾウだま
動物の鼻に当てると、ゾウの鼻になり、鼻を長く伸ばしたり、怪力で自分より大きなものを持ち上げる事が出来る。
サルだま
動物の手足に当てると、サルの手足になり、木に登る事が出来る。
トリだま
動物の手や前脚に当てると、鳥の翼になり、空を飛ぶ事が出来る。
ライオンだま
動物の顔に当てると、ライオンの顔になり、相手に向かって吠える。
ヘビだま
動物の顔に当てると、ヘビの顔になり、細長い舌を動かす。テレビアニメ第2作第1期のみ。
ウマだま
動物の後脚に当てると、ウマの後脚になり、人を蹴り飛ばすほどの脚力を得る。テレビアニメ第2作第2期のみ。

## ふみきりセット
ふみきりセットは、「ふみきりセット」（てんとう虫コミックス15巻収録）に登場する。
ポールからバーが伸びた踏切を模した道具。電車を模したリモコンで警笛を鳴らすと作動し、あらゆる追跡者を足止めすることができる。
通せんぼされた追跡者がこの踏切を乗り越えようとするとバーが自動的に動いて上に上がって超えられなくし、下をくぐろうと屈みこむとすかさず下に降りてきて行く手を阻む。また石などを投げつけようとすると、たちまちその軌道にスライドしてバットのようにはじき返してしまうなど性能は抜群。警笛を解除するまで効果は続く。うっかり踏切の向こう側へリモコンを落とし、そのはずみでスイッチが入ってしまうと解除できなくなってしまう虞がある。

## ブラックベルト
ブラックベルトは、「黒おびのび太」（てんとう虫コミックス5巻収録）に登場する。
帯状の道具。身につけると柔道の達人になれるが、着用者の意思に関係なく、触れた者を自動的に投げてしまうという欠点がある。このため、この帯をほどく場合は着用者本人がしなければならない。ただし、同じく作中のラストでは、野比のび助がこのベルトを着用したまま茶碗と箸を普通に持って食事をするシーンが存在する。
書籍「続・ドラえもん全百科」のクイズでは、「いじめっ子から身を守る」問題においてこの道具と共に選択肢に挙げられたがんじょうを、「先生が肩を叩いただけでも大変な事になるから危険」として不正解としながら、先述の欠点のため同様の危険があるはずのこの道具が何故か正解とされている。
名前の由来は柔道の有段者に授けられる「黒帯」から。
似た道具として、相撲のまわしを模した「横綱ベルト」がある（テレビアニメ第2作第1期「横綱のび太」（てんとう虫コミックス5巻収録「黒おびのび太」のアニメ化作品。1992年7月10日放送、ビデオソフト未収録）より）。これを装着すると、柔道ではなく相撲の達人となるが、ブラックベルトと同様の欠点を持つ。

## ブラックホールペンとホワイトホールペン
ブラックホールペンとホワイトホールペンは、「ブラック・ホワイトホールペン」（てんとう虫コミックス44巻収録）に登場する。
それぞれボールペンのような道具。ブラックホールペンで壁や紙などに描いた円に物を投げ込むと、物が吸い込まれて消え去る。その後に別の場所にホワイトホールペンで同じように円を描くと、その円からその物が飛び出してくる。うかつにブラックホールの円に人が近づくと、誤って円に吸い込まれてしまう恐れもある。その際、第三者によってホワイトホールペンで新しい円を書いてもらわない限り、吸い込まれてから戻ってくる事が出来ない危険性がある。
この道具は、1986年に『月刊コロコロコミック』誌上で行われた「ドラえもんひみつ道具アイディアコンテスト」において入選した、読者のアイディアで生まれたもの。

## プラモ化カメラ
プラモ化カメラ（プラモかカメラ）は、「百丈島の原寸大プラモ」（てんとう虫コミックス28巻収録）、「プラモが大脱走」（同29巻収録）に登場する。
物体を撮影してプラモデルを作り出すカメラ。撮影対象は人、乗り物、自然物など何でも良い。縮尺も自在に調節できる。また撮影対象は実物ではなく、その対象が映った写真や絵でもよい。絵を撮影した場合は、どんなに下手な絵でも実物そっくりにプラモ化し、市販のプラモデルのように丁寧にパッケージ化されて出てくる。
テレビ、クーラー、ステレオなどの家電製品をプラモ化すると、本物同様に使用できる。動物やロボットをプラモ化した場合は、ソフトプラスチック使用に加え、「オートアクションユニット」を組み込むことで本物そっくりに動く。ロボットのプラモを撮影した場合は、そのスケールに合わせてプラモ化された。
原作本編中で作ったプラモは以下の通り。
「百丈島の原寸大プラモ」
- のび太の1/2スケール
- クイーン・エリザベス2（乗り物図鑑の写真から。スネ夫の持つ同型プラモに対抗して数倍大きく作った）
- 百丈島（ドラえもんが島を描いた絵を元に、スケール1000倍（面積にして100万倍）の規模。テレビ・クーラー・ステレオ付きの別荘もある）
- 百丈島の昆虫（チョウ、セミ、カブトムシなど）
- 先生の原寸大（勉強中に気が散るのを防ぐために作ったが、玉子・ジャイアン・スネ夫は本物と誤認した。原作・テレビアニメ第2作第1期では野比家を訪れた先生からコピーしたが、テレビアニメ第2作第2期では先生が生徒を叱っている写真からコピーした）
- のび太の勉強スタイル（宿題が終わったことを信用しない玉子の目をごまかすため、テレビアニメ第2作第2期では登場せず）
- のび太の水泳スタイル（自動で泳ぐ可動型）
- 釣り道具＆魚（図鑑の写真から。魚と釣針が磁石で引き合って釣れる）
- しずか（ダンスの相手が出来る可動型）

また、扉絵ではドラえもんのプラモも作っている。
「プラモが大脱走」
- 上空を飛んでいた飛行機
- 「バンダム」シリーズのロボットプラモ（スネ夫のコレクションを貰った写真からコピー。ジャイアン撃退のために実物大も作った）

## フリーサイズぬいぐるみカメラ
フリーサイズぬいぐるみカメラは、「フリーサイズぬいぐるみカメラ」（てんとう虫コミックス40巻収録）に登場する。
このカメラを使って撮影すると、撮影された者のぬいぐるみがすぐに作成される。このカメラで生成されたぬいぐるみは体の大小や、体格に関わらず誰でも着ることができる。しかも非常に精巧な出来の上、声も撮影された者に似る（テレビアニメ第2作第1期「ドタバタ虫歯逃亡記」のセワシが出したのでは同じ道具でも声は変えられない模様）ため、何も知らない人間が見ると当人と見分けがつかない。

## ふりだしにもどる
ふりだしにもどるは、「ふしぎなさいころフリダシニモドル」（『小学三年生』1973年1月号掲載、単行本未収録）、「はるかぜうちわ」（『小学一年生』1978年3月号掲載、単行本未収録）、「ハッピーバースデイ・ジャイアン」（てんとう虫コミックス23巻収録）、「ぐ〜〜たらお正月セット」（てんとう虫コミックス35巻収録）の4話に登場する。
サイコロを模しており、これを振ると時間が戻る。
初登場時のみ効果は「サイコロの目一つにつき1分の時間が戻る」であったが、その後の作品では、そのような描写はない。
またふつうのサイコロと同サイズと、ひと抱えサイズの2種類が確認されている。
テレビアニメ第2作第2期「ぼくを止めるのび太」（2011年6月17日放送）では、ドラえもんが「本当はルール違反だが、これのオプションを使えば弄った過去を元通りにできる。ただし過去がもつれすぎると完全に元通りになるかはわからない」と述べている。

## ブルートレインセット
ブルートレインセットは、「ブルートレインはぼくの家」（てんとう虫コミックス25巻収録）に登場する。
自分の家をまるごと動かしてブルートレイン気分を楽しむ道具。「さくら」のヘッドマークを玄関のドアに貼り、室内にマスコンを設置して操作すると、家がそのまま列車のように動き出す。家全体が四次元空間に入るため、周囲の建物などの障害物は突き抜けてしまう（ただし走っている家は通常空間から見える）。実際の線路を走ることも可能で、スピードは本物の列車以上である。
しかし寝台列車の機能を模した道具だけに、夜しか動かせない。
道具の名称は書籍「ひみつ道具大事典」によるもので、作中では名称不明。テレビアニメ第2作第2期「夜行列車はぼくの家」(2011年7月15日放送)では『寝台列車セット』という名称で登場。
DX列車セット（デラックスれっしゃセット）
ドラえもん誕生日スペシャル 「のび太特急と謎のトレインハンター」（2015年9月4日放送）に登場するひみつ道具。セッティング方法はブルートレインセットと同じだが、「トレインモード」にすると家が3両編成の列車に変形する。

## ブロージェット
ブロージェットは、「エネルギーせつやく熱気球」（てんとう虫コミックス『ドラえもんプラス』4巻収録）に登場する。
「エネルギー節約熱気球」の操縦に使用する。拡声器を模した道具。これで軽く息を吹くことで、ジェット気流を生み出すのか、気球を推進させることができる。

## ふろしきタクシー
ふろしきタクシーは、「ふろしきタクシー」（てんとう虫コミックス『ドラえもんプラス』1巻収録）に登場する。
この風呂敷を広げた上に人が乗ると、ひとりでに風呂敷が包まれる。そしてその風呂敷包みを見た人は、「運転手」にされてしまい、ひとりでに風呂敷包みを持ち上げ、中の人の言うがままに目的地まで歩かされてしまう。
通常のタクシー同様、目的地の所在を風呂敷の中の人か運転手が知っている必要がある。

## フワフワオビ
フワフワオビは、「しずちゃんのはごろも」（てんとう虫コミックス2巻収録）に登場する。
伝承にある天女の羽衣のような美しい帯。これを体に巻きつけると体が宙に浮き、空を飛ぶことができる。

## ふわふわぐすり
ふわふわぐすりは、「雲の中の散歩」（てんとう虫コミックス11巻収録）に登場する。
仁丹に似た丸薬。これを噛むと体内に空気より軽いガスが発生し、手ではばたくことで空を飛べるようになる。
1粒のみで雲の上まで行くことができる。一度に大量に飲み過ぎると、ロケットのように空の上まで吹き飛んでしまうことがある。なおガスは時間が経つと自然に体から抜ける。

## フワフワ銃
フワフワ銃（フワフワじゅう）は、『のび太と銀河超特急』『のび太のねじ巻き都市冒険記』に登場する。
ハテノハテ星雲にあるテーマパーク「ドリーマーズランド」、その遊戯施設「西部の星」で使用されている6連発のリボルバー銃。遊戯用だけあって殺傷能力はなく、撃たれた人間はアドバルーンのように体が膨れ上がって宙に浮かび上がり、身動きが取れなくなってしまう。1時間経つと元に戻り、地面に降りられる。西部の星の悪役ロボットを撃つと機能を停止させることができる（ドラえもんは撃たれずにネズミで気絶しており、他のロボットにも同じ効果かは不明）。
ドラえもんがドリーマーズランド来訪記念に1丁貰ってポケットに収めておいたため、『のび太のねじ巻き都市冒険記』においては銃の名手であるのび太が武器として使用した。
なお道具の名称が登場するのは『のび太のねじ巻き都市冒険記』のみ。

## ふわりねんど
ふわりねんどは、「ふわりねんど」（てんとう虫コミックススペシャル『ドラえもん カラー作品集』6巻に収録）に登場する。
大きなチューブに入った粘土で、これで作った粘土細工は風船のように空に浮かべることができる。十分な量を使えば、人が乗っても空に浮くほどの浮力を持つ。

## 分解ドライバー
分解ドライバー（ぶんかいドライバー）は、「分解ドライバー」（『てれびくん』1977年6月号掲載、藤子・Ｆ・不二雄大全集版第18巻収録。なお初出時は「分かいドライバー」の題だった）に登場する。
どんな物でも分解するドライバー。物の中央部分にこのドライバーで触れると、バラバラに分解される。機械類を部品の状態にまで分解することはもちろんのこと、人間や動物に触れれば五体がバラバラになる。分解した部分は好きなようにつけ直すことも、他人の身体を使うこともできる。また、頭部がなくとも思考が可能になると思われる（作中では、「腰部分と左手だけののび太」がその他の身体とは別に行動している）。

## 分身ハンマー
分身ハンマー（ぶんしんハンマー）は、「分身ハンマー」（てんとう虫コミックス27巻収録）、「四次元くずかご」（てんとう虫コミックス45巻収録）に登場する。
やらなければならないことが同時に2つできたとき、このハンマーで頭を叩くと分身が飛び出して体が2つに分かれ、2つのことができるようになる。やりたくないことを担当する方が分身として本体から飛び出すようで、やる気のなさの分、体の色も薄くなる。さらにやる気のない場合は、分身を出そうとしてもすぐに引っ込んでしまうので、強く叩いて強引に分身を飛び出させる必要がある。やらなければならないことが増えるつど、本体の頭をハンマーで叩けば、分身はいくらでも作ることができる。分身の頭をハンマーで叩くと、分身は本体に戻る。古いハンマーでも体の色が薄くなる。また、分身もトイレに行く場面がある。
ただしやるべきことが1つでも分身を出すことは可能で、その時に本人がひみつ道具を身に付けていた場合は、その道具も含めた分身が現れ道具の性能もそのままである。

## ふんわりガス
ふんわりガスは、「ふんわりガス」（藤子不二雄ランド11巻収録）に登場する。
このガスを吹きつけた物は何でも空気より軽くなり、ふんわりと宙に浮く。
雑誌掲載時の名称は「ふわふわガス」だった。

## ふんわりズッシリメーター
ふんわりズッシリメーターは、「ふんわりズッシリメーター」（てんとう虫コミックス41巻収録）に登場する。
ドラミが出した道具。機械についたレンズ越しに相手を覗き、メーターを操作すると相手の重さがそれにあわせて増減する（例えば「-1」だと1キログラム減り、「+2」だと2キログラム増す）。
同様の機能を持つ道具に「おもかるとう」がある。